# European Young Conservatives
European Young Conservatives (EYC) er en samling af konservative ungdomspartier center-højre partier i Europa.
22 politiske ungdomsorganisationer fra 21 forskellige lande og territorier er medlem af organisationen, der er uafhængig og ikke tilknyttet noget europæisk politisk parti, men dog har et ikke-eksklusivt forhold til Gruppen af Europæiske Konservative og Reformister. Danmark er repræsenteret i ECR-gruppen af Dansk Folkeparti med fire medlemmer. Hvad angår de ungdomspolitiske partier er Konservativ Ungdom medlem af EYC, ligesom de tilmed har en valgt i ledelsen af organisationen.
EYC er medlem af International Young Democrat Union, og organisationens protektor var Margaret Thatcher indtil sin død i 2013.

## Historie
EYC blev stiftet i august 1993 af de politiske ungdomsorganisationer til det britiske Konservative Parti (UK), det danske Konservative Folkeparti og det islandske Sjálfstæðisflokkurinn, under lederskabet af Andrew Rosindell, der på daværende tidspunkt var formand for det britiske Conservative Future.
EYC blev stiftet efter en splittelse i Democrat Youth Community of Europe (DEMYC), der delte DEMYC i to fraktioner: den store fraktion, der ideologisk fulgte en bred kristendemokratisk filosofi; og den mindre fraktion, der ledt af Rosindell, fulgte en mere konservativ filosofi. De to afgørende punkter for splittelsen var omfanget af den økonomiske liberalisme og ønsket om et føderalt Europa. Her stod EYC som klare fortaler for mere økonomisk liberalisering og et mindre omfangsrigt EU.
Fra 1993 til 1997 var organisationen ledt af Rosindell. hvor organisationen oplærte nyetablerede demokratiske politiske partier i Rusland, Hviderusland og Aserbajdsjan.
EYC har fornyeligt afholdt kongresser i Warszawa, Polen, i maj 2012,, Prag, Tjekkiet, i december 2012. og Istanbul, Tyrkiet i december 2015.

## Medlemmer
EYC 22 medlemsorganisationer:
| Land           | Organisation                                              | Moderparti                                    |
| -------------- | --------------------------------------------------------- | --------------------------------------------- |
| Armenien       | Prosperous Armenia Youth                                  | Bargavadj Hayastani Kusaktsutyun              |
| Belgien        | Jong N-VA                                                 | Nieuw-Vlaamse Alliantie                       |
| Finland        | Finsk Ungdom                                              | De Sande Finner                               |
| Færøerne       | Huxa                                                      | Fólkaflokkurin                                |
| Georgien       | Young Conservatives                                       | Conservative Party of Georgia                 |
| Hviderusland   | BPF Youth                                                 | BPF Party                                     |
| Island         | Samband ungra sjálfstæðismanna                            | Sjálfstæðisflokkurinn                         |
| Italien        | Giovani per la Libertà                                    | Forza Italia                                  |
| Letland        | For Fatherland and Freedom/LNNK Youth Club                | For Fatherland and Freedom/LNNK               |
| Liechtenstein  | Junge FBP                                                 | Fortschrittliche Bürgerpartei                 |
| Litauen        | Electoral Action of Poles in Lithuania Youth Organisation | Lietuvos lenkų rinkimų akcija                 |
| Luxembourg     | ADRenalin                                                 | Alternativ Demokratesch Reformpartei          |
| Nordirland     | Young Unionists                                           | Ulster Unionist Party                         |
| Norge          | Fremskrittspartiets Ungdom                                | Fremskrittspartiet                            |
| Polen          | Law and Justice Youth Forum                               | Lov og Retfærdighed                           |
| Portugal       | Juventude Popular                                         | Centro Democrático e Social – Partido Popular |
| Rumænien       | New Republic Youth                                        | Noua Republică                                |
| Schweiz        | Junge SVP                                                 | Schweizerische Volkspartei                    |
| Storbritannien | Conservative Future                                       | Conservative Party                            |
| Tjekkiet       | Mladí konzervativci                                       | Borgerdemokraterne                            |
| Tyrkiet        | AK Party Youth                                            | Retfærdigheds- og Udviklingspartiet           |

### Associerede medlemmer
| Land       | Organisation      | Moderparti                 |
| ---------- | ----------------- | -------------------------- |
| Australien | Young Liberals    | Liberal Party of Australia |
| USA        | Young Republicans | Republican Party           |

## Fodnoter
1. ↑  Mercer, Paul (1994). Directory of British Political Organisations. London: Longman. s. 133. ISBN 978-0-582-23729-2. Arkiveret fra originalen 14. juli 2014. Hentet 11. august 2015.
2. ↑  "Andrew Rosindell". Parliament. Arkiveret fra originalen 9. juni 2010. Hentet 26. august 2010.
3. ↑  "After the Campaign Rush". BBC News. 7. juni 2001. Arkiveret fra originalen 7. januar 2016.
4. ↑  "Europejscy Młodzi Konserwatyści na kongresie w Warszawie". Gazeta Wyborcza (polsk). 20. maj 2012. Arkiveret fra originalen 2. september 2017. Hentet 29. maj 2012.
5. ↑  "EYC Congress gathered in Prague". European Young Conservatives. Arkiveret fra originalen 24. august 2013. Hentet 21. maj 2012.
6. ↑  "Members". European Young Conservatives. Arkiveret fra originalen 26. maj 2012. Hentet 21. maj 2012.